# Pius X-kerk (Wilrijk)

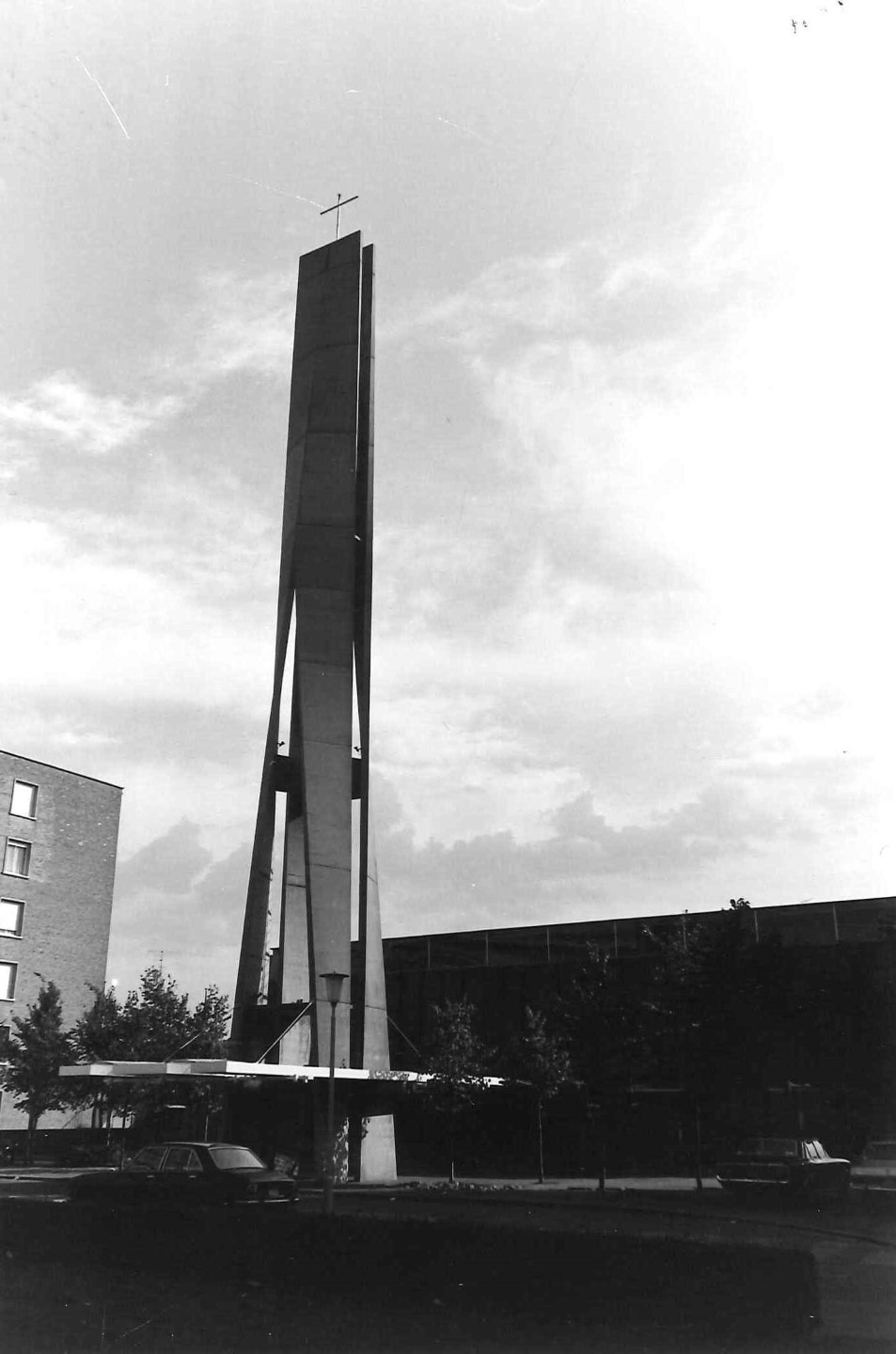
Klokkentoren

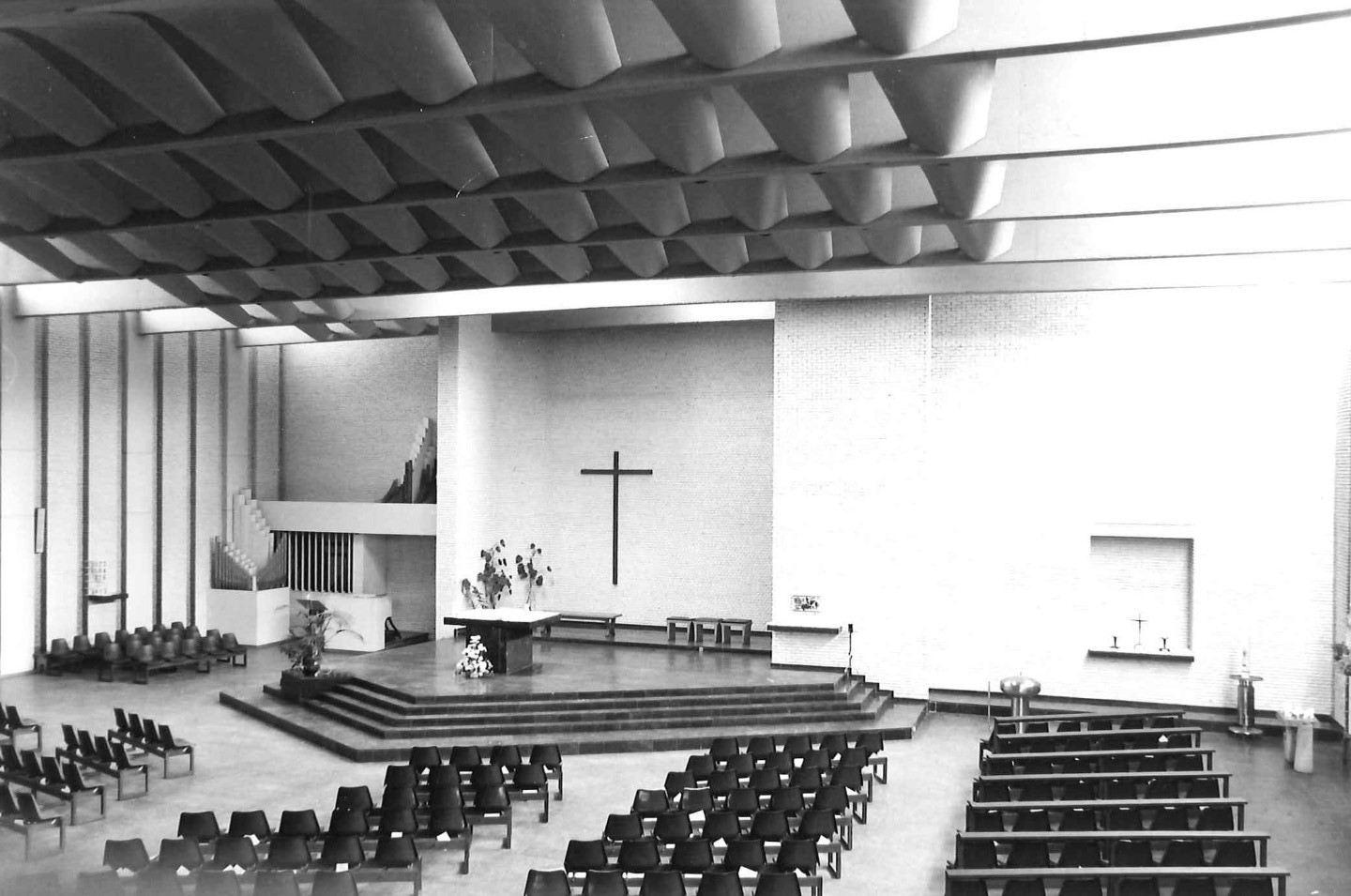
Interieur

De Pius X-kerk is een kerkgebouw in de tot de gemeente Antwerpen behorende plaats Wilrijk, gelegen aan de Groenenborgerlaan 216.
De parochie werd in 1960 opgericht en de kerk kwam in 1967 gereed. Het is een ontwerp van Paul Meekels en is gebouwd in brutalistische stijl.
De kerk heeft een rechthoekige plattegrond en een plat dak, gedragen door betonnen balken waartussen zich de vensteropeningen bevinden die voor lichtinval zorgen. De wanden zijn van rode baksteen.
De losstaande klokkentoren is 30 meter hoog en bestaat uit drie enigszins getordeerde betonvlakken.
Het kerkmeubilair werd voornamelijk ontworpen door Paul Meekels en Lode Wouters.
De kerk werd in 2019 voorlopig beschermd als monument, maar het kwam niet tot een definitieve bescherming.